# Communauté bisexuelle
La communauté bisexuelle (également connue comme communauté bisexuelle/pansexuelle, ou communauté bi/pan/fluid) inclut les membres de la communauté LGBT+ qui s'identifient en tant que bisexuels, pansexuels, ou « sexuellement fluides » (appelés aussi hétéro/homo flexibles),.
Il existe une forme de discrimination ciblant spécifiquement les personnes bisexuelles appelée biphobie. La bisexualité est une orientation qui a longtemps été occultée au sein de la communauté LGBT et demeure associée à des stéréotypes et des lieux communs. Les personnes bisexuelles doivent parfois subir la négation de leur bisexualité (occultation de la bisexualité) à la fois de la part de personnes hétérosexuelles et homosexuelles. Un préjugé commun est d'affirmer que les personnes bisexuelles ne seraient pas vraiment stables dans leur orientation sexuelle et quelles finiraient par choisir par quel sexe ou genre elles sont attirées,,. La communauté bisexuelle demeurant relativement invisible en raison de l'occultation de la bisexualité, des initiatives visant à donner une meilleure visibilité et à promouvoir les droits spécifiques aux personnes bisexuelles ont vu le jour, notamment au sein de la communauté LGBT,,,,,.

## Définir la communauté

Drapeau de la fierté bisexuelle, conçu par Michael Page en 1998.

Les personnes bisexuelles représentent la majorité de la communauté LGBT, mais[réf. nécessaire] sont moins susceptibles d'avoir fait leur coming-out que leurs homologues gay ou lesbiennes. Ceci a pour conséquence que le fait de se considérer bisexuelle ou comme partie intégrante de la communauté LGBT peut changer radicalement selon les personnes. Certains bisexuels font partie de réseaux sociaux clairement intégrés à une communauté LGBT plus globale. D'autres bisexuels participent pas ou peu à la culture LGBT. D'autres encore se sentent bien au sein de groupes de personnes bisexuelles, pansexuelles, ou encore polysexuelles, mais pas au sein de la communauté LGBT au sens large.
Un ensemble de groupes ont travaillé ensemble et se sont concentrés sur des problèmes importants pour la communauté bisexuelle comme la biphobie, les rendez-vous amoureux, le coming out, la visibilité de la bisexualité dans les médias et les divertissements, et l'occultation de la bisexualité. Ces groupes s'identifient comme queer et sont des alliés proches des communautés gaies, lesbiennes et transgenres, mais ils se concentrent sur la communauté bisexuelle,. Il y a également eu un mouvement pour combattre la biphobie et les mythes sur les personnes bisexuelles,.
Il existe des éléments spécifiques à la communauté bisexuelle : des événements et des conférences,,, des publications,, des sites web et des organisations,, des magazines,,,, des groupes d'écriture, des médias, des leaders et des politiciens,, et même des associations d'aide aux personnes bisexuelles ayant des problèmes de santé mentale. Il existe des groupes de personnes bisexuelles dans de nombreuses villes,.
Ces communautés (bisexuelles) se joignent aux communautés gaies, lesbiennes et transgenres pour de gros événements LGBT comme les marches des fiertés LGBT, des protestations pour les droits civiques et leur promotion, des conférences et d'autres événements nationaux dans lesquels les intérêts de la communauté sont concernés, comme la National Equality March. Souvent, les conférences ont des séminaires consacrés aux questions transgenres ou bisexuelles (séparément), et plusieurs marches des fiertés incluent des sections consacrées à la bisexualité,.
La Journée de la bisexualité est célébrée le 23 septembre.

## Visibilité

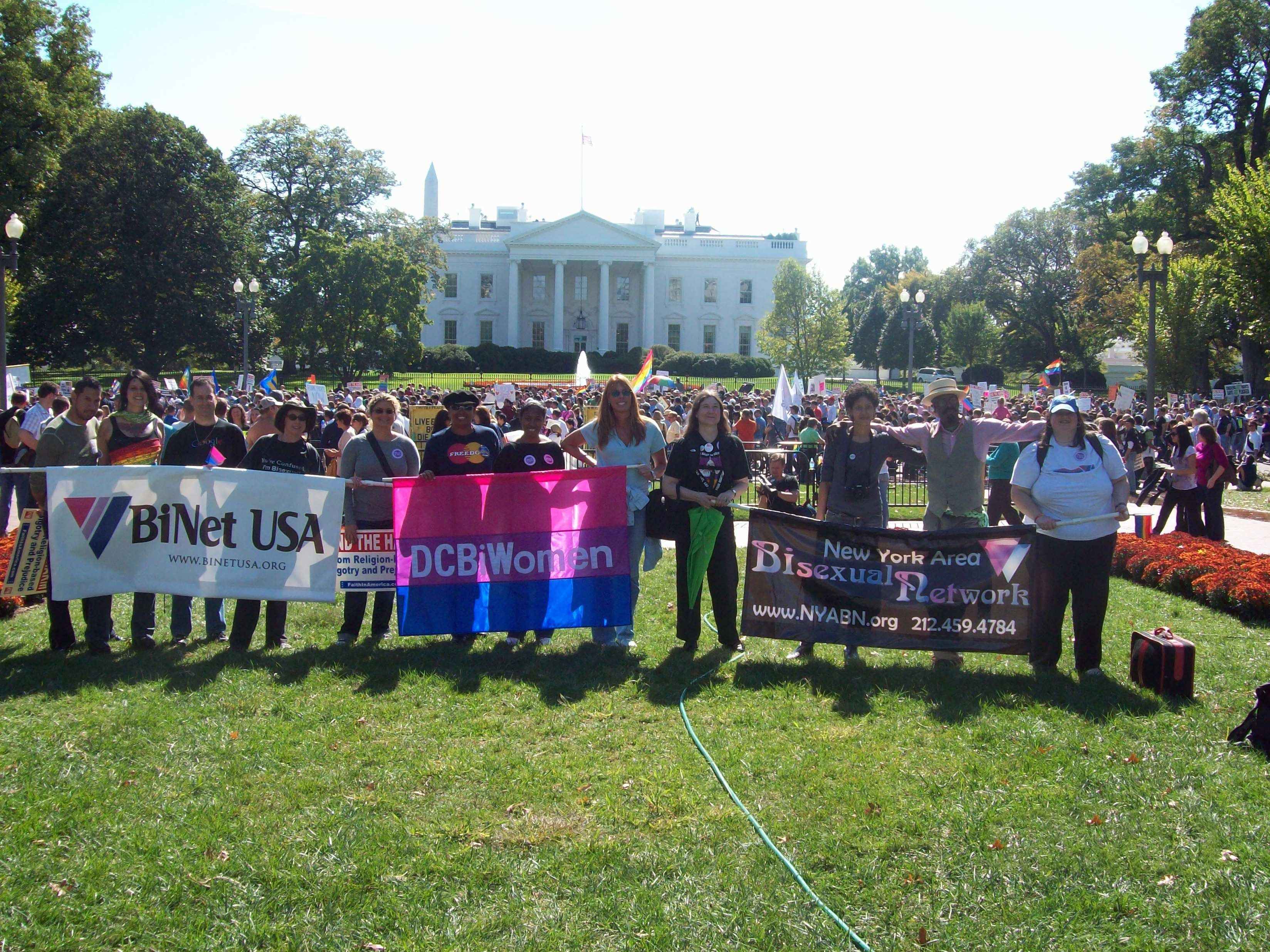
Des personnes bisexuelles, homo/hétéro-fluides, pansexuelles et queer avec leur bannières à la National Equality March de 2009.

### Représentation dans les films et à la télévision
En 1997, Kevin Smith présente Méprise Multiple, un film sur la relation entre deux auteurs de bande dessinée, Holden McNeil, un hétéro, interprété par Ben Affleck, et Alyssa Jones, une lesbienne, interprétée par Joey Lauren Adams. Ils ont une relation agitée et font face à des problèmes lorsque Banky Edwards, l'associé et ami d'Holden, joué par Jason Lee, exprime sa méfiance envers Alyssa. Finalement, Banky avoue ses sentiments envers Holden, qui propose un plan à trois, mais Alyssa refuse et rompt avec Holden. Banky part également après cet incident.
Démarrée en 2009, la web-série Rose by Any Other Name..., dérivé d'un film éponyme (en) produite par FenceSitter Films a d'abord été diffusée sur YouTube. L'histoire suit celle de Rose, une femme publiquement et ouvertement lesbienne et d'Anthony, un homme hétérosexuel, qui se rencontrent par hasard et qui, contre toute attente, finissent par tomber amoureux. Rose doit gérer les réactions de ses amis (ils ne sont pas ravis) et de sa famille (ils sont aux anges), alors qu'Anthony doit gérer ses propres amis qui sont également mécontents.
Le 30 décembre 2009, MTV diffusait le début de sa 23e saison de The Real World. Cette série se déroule à Washington DC, et raconte l'histoire de deux personnages bisexuels,, Emily Schromm, et Mike Manning. La sexualité de Manning a apparemment généré une controverse : des blogueurs et de nombreux internautes déclarent qu'en réalité il serait gay,, même si lui-même se considère bisexuel et qu'il a des relations avec des personnes des deux sexes.
Le film Maurice, adapté du roman d'E.M. Forster et sorti en 1987 représentait le personnage d'Alec, un homme bisexuel qui est l'amant de Maurice.

### Campagnes d'égalité et célébrations de fierté
La National Equality March est une manifestation politique national qui eut lieu le 11 octobre 2009 à Washington, D.C. Les manifestants demandaient l'égalité pour les personnes lesbiennes, gays, bisexuelles et transgenres dans tous les domaines de la loi civique, dans tous les états et tous les districts. Cette manifestation a été demandée par l'activiste LGBT Cleve Jones et organisée par Equality Across America (égalité à travers l'Amérique en français) et par Courage Campaign. Kip Williams et Robin McGehee furent ses co-directeurs. Ce fut la première marche nationale à Washington, D.C., pour les droits des personnes LGBT depuis la Millennium March en 2000.
Il y eut un cortège spécifique pour les personnes bisexuelles, pansexuelles et queer, à l'intérieur de cette manifestation. De nombreux groupes bisexuels, pansexuels ou queer, comme BiNet USA, New York Area Bisexual Network, DC Bi Women et BiMA DC, se sont rassemblés et ont manifesté, pour montrer la solidarité bisexuelle, pansexuelle et queer. Il y eut quatre orateur.rice.s connus et bisexuels à la National Equality March : Michael Huffington, Lady Gaga, Chloe Noble, et Penelope Williams.
En octobre 2009, la militante LGBT Amy Andre a été désignée comme directrice exécutive du Comité de célébration de la Marche des Fiertés de San Francisco, devenant ainsi la première femme bisexuelle non blanche à être directrice exécutive de la Marche des Fiertés de San Francisco,.

## Pour aller plus loin